# 第20回世界スカウトジャンボリー
第20回世界スカウトジャンボリー（だい20かいせかいスカウトジャンボリー、英語: 20th World Scout Jamboree）は、2002年12月28日から2003年1月8日まで、タイのチョンブリー県サッタヒープで開催された、世界最大のボーイスカウトの祭典である。東南アジアで開催されるのは、1959年にフィリピンで開かれた第10回世界ジャンボリーに続き2度目のことであった。

## 概要
約3万人のスカウトが世界中から集まり、12日間のキャンプ生活を通して様々なプログラムに取り組んだ。これらのプログラムは、スカウト運動という教育の枠組みの中で、自己啓発や社会的責任などを養うことを目的としている。この世界スカウトジャンボリーは、世界スカウト運動の発展と協調を促進するきっかけとなった。

## テーマ
"Share our World, Share our Cultures"（「私たちの世界を共有し、それぞれの文化を分かち合おう」）

## 会場
会場となったサッタヒープはバンコクの南東 180 km に位置し、タイランド湾のビーチに面していた。会場面積は約 1,200 ヘクタールで、平原と丘、そして砂浜のある場所であった。

## 隊の構成
それまでの世界ジャンボリーと同様、標準の一個隊は36人のスカウトと4人の指導者で構成されていた。